# Normas del 22
Las llamadas Normas del 22, nombradas por su autor Ortografía Racional, son un conjunto de propuestas ortográficas, gramaticales y léxicas para la normalización escrita del valenciano sostenidas por el escritor Josep Maria Bayarri.

## Historia

### Contexto
A principios del siglo XX, el valenciano se encontraba en una situación de anarquía ortográfica que hacia inviable hacer crecer su prestigio social frente a un castellano hegemónico como lengua de cultura. La aprobación de las normas ortográficas del Instituto de Estudios Catalanes en 1913 tuvo una significativa repercusión entre los escritores y las instituciones valencianas de la época. De hecho, poco después, con un planteamiento similar, Lo Rat Penat aprobó las llamadas Normas de 1914, elaboradas por Luís Fullana.

### Desarrollo
En este contexto, las Normas del 22 surgen del trabajo de Bayarri en la Agrupación Pro-Poesía (APP), entidad cultural aparecida en Valencia en la primavera de 1913. Durante 1914 publicó en el diario La Voz de Valencia varios artículos dando forma a su futura propuesta. Finalmente en enero de 1922 fue publicada una primera síntesis de su modelo ortográfico, siendo sus creadores e impulsores Bayarri, por entonces presidente de la Sección de Literatura de Lo Rat Penat, Felip García, presidente del Consejo de Publicaciones de la APP, Manuel Cuitavi, vicepresidente de la Sección Filológica de Lo Rat Penat, y Vicent Nicolau, Ventura Vidal, Jesús Morante, F. Verdejo y Josep M. Lacarcel, maestros docentes.
La propuesta empleaba el dialecto valenciano apitxat como referente, modalidad lingüística por la que el principal autor manifestó preferencia:

L'apixat süavisa aristes, sintetisa qantelluts retròns, adequa naturalitat i efiqasia.
J. M. Bayarri, Alfavetisacio dels valencians, Valencia, Ediciones Bayarri, 1966, páginas 47-48.

Por otra parte, en esta normativa se producía una radical ruptura con respecto a los modelos clásicos empleados hasta ese momento:

La esqritura del valensiá –i totes- respons al parlar xeneral i qonstant. Les lletres an de ser representasió dels sons esensials; perqe no es sientífiq, ni tan sols de sentit qomú esqriure lletres qe no tenen só en la paraula [...]
Citado en Sanchis Guarner (1983), página 186.

A partir de estas premisas, procedía a la eliminación de un número elevado de letras consonantes tradicionalmente empleadas en la escritura del valenciano:

Ara nosatros, avem netexat, fiqsat i depurat de grafies apsurdes la esqritura de la nostra llengua, fasilitanla a tots per a qe tots els qe parlen l’idioma sapien llexirlo i qonsequentment esqriurel.
Citado en Sanchis Guarner (1983), página 187.

### Uso posterior
Pese a que la propuesta no alcanzó eco más allá del círculo de los autores vinculados a la APP, el autor siguió promoviendo su sistema al menos hasta 1930. Los promotores de estas normas no dieron su apoyo a las Normas de Castellón firmadas en diciembre de 1932 y que se convertirían en la principal y más popular referencia para la escritura del idioma. Con posterioridad, durante la década de 1960, Bayarri reemprendió la tarea de codificación y divulgación de la propuesta normativa, sin mucho éxito. No obstante, aun en 1973 se pueden encontrar textos empleando esta normativa.

## Ejemplo
San Xusep, qom tots els añs
vinq a dirte uns povres versos
al aqostarse les falles,
els teus populars festexos
qe insendien qarrers i varris.
Vinq a pregar per Valensia
tan desorientá vusqanse
l'anima que a perdut
entre el meninfotisme urvá
i la malisia de alguns inteleqtualoides
qe volen avsorvirla i dovlegarla
sens pensar qe un temps fon un gran povle
-el nostre!- independient i glorios.
San Xusep, qrema estes falles
de qartó i tamvé estes males erves
qe mos estan regatexant el nostre
sentiment patri.